# 千葉県東方沖地震 (2012年)
千葉県東方沖地震（ちばけんとうほうおきじしん）は、2012年（平成24年）3月14日21時5分（JST）、日本の千葉県銚子市沖を震源として発生した地震である。

## 概要
千葉県銚子市沖の北緯35度44.8分 東経140度55.9分 / 北緯35.7467度 東経140.9317度を震源として発生した、震源の深さ15kmの地震である。地震の規模を示すマグニチュードは6.1（Mw 5.9）と推定される。千葉県銚子市と茨城県神栖市で最大震度5強を観測した。津波警報・注意報は発せられなかった。
この地震の発震機構は東北東 - 西南西方向に張力軸を持つ正断層型であり、地殻内で発生した地震（大陸プレート内地震）であるとされ、気象庁は東北地方太平洋沖地震の震源域で発生した余震であるとした。一方、この地震が発生した約3時間前の18時8分には、三陸沖の北部を震源とするM6.9、最大震度4を観測した地震があり、津波注意報が出されたが、この地震との関連性は不明としている。
国土交通省関東地方整備局は地震発生後3月14日21時5分に対策本部を設置、翌15日16時10分に警戒態勢を解除した。

## 地震動の伝播
防災科学技術研究所により整備・運用されている強震観測網のデータを利用し、地震動が伝播する様子を色の変化で表現した静止画と動画。
- 20倍速動画 数種類の動画が選択可能
- 最大振幅分布図
- 振幅アニメーション

## 各地の震度
震度4以上を観測した地点は次の通り。
| 震度 | 都道府県 | 観測地点 |
| ---- | -------- | --- |
| 5強  | 茨城県   | 神栖市波崎 |
| 5強  | 千葉県   | 銚子市若宮町 |
| 5弱  | 茨城県   | 日立市役所 |
| 5弱  | 千葉県   | 銚子市川口町、旭市高生 |
| 4    | 福島県   | 玉川村小高 |
| 4    | 茨城県   | 水戸市金町・千波町・中央・内原町、日立市助川小学校、常陸太田市金井町・高柿町、高萩市本町、笠間市石井・中央・下郷、ひたちなか市南神敷台・東石川、茨城町小堤、東海村東海、常陸大宮市野口、那珂市福田、城里町石塚、小美玉市小川・上玉里、土浦市常名・下高津・藤沢、石岡市柿岡・石岡、龍ケ崎市役所、取手市井野・藤代、牛久市中央、つくば市天王台・研究学園、鹿嶋市鉢形・宮中、潮来市辻、美浦村受領、阿見町中央、河内町源清田、稲敷市江戸崎甲・役所・柴崎・須賀津・結佐、筑西市舟生・門井、かすみがうら市大和田、神栖市溝口、行方市麻生・山田・玉造、鉾田市鉾田・造谷・汲上 |
| 4    | 栃木県   | 真岡市石島、市貝町市塙、高根沢町石末 |
| 4    | 埼玉県   | 宮代町笠原 |
| 4    | 千葉県   | 銚子市天王台、東金市日吉台・東岩崎、旭市ニ・南堀之内・萩園、神崎町神崎本宿、多古町多古、東庄町笹川、九十九里町片貝、芝山町小池、匝瑳市八日市場ハ・今泉、香取市佐原平田・佐原諏訪台・役所・羽根川・仁良、横芝光町宮川、山武市蓮沼ハ・埴谷、大網白里市大網、千葉市中央区中央港・中央区都町、成田国際空港、成田市花崎町・中台・役所・松子、佐倉市海隣寺町、市原市姉崎、印西市大森・笠神、富里市七栄、いすみ市岬町長者 |

## 被害

### 死傷者
船橋市では、地震による体調不良で95歳の女性が死亡し、木更津市では、長須賀地区に住む69歳の女性が就寝中に携帯電話の緊急地震速報のアラーム音を止めようと床に手をついた際に、右手首を骨折した。

### 建物
銚子市竹町では倉庫の2階の壁が落下したり、中央町でビルの1階のガラスが割れたりする被害があった。家屋においても、銚子市榊町、前宿町、柴崎町で石造りの塀やブロック塀が倒れる被害が発生した。
茨城県神栖市では、コンビニエンスストアの瓶が倒れて割れたり、ホテルのエレベーターが停止したことで人が閉じ込められる被害があった。

### 液状化
1年前の東日本大震災で発生した液状化現象が再び発生する「再液状化現象」が神栖市や銚子市で確認された。

### 交通
地震発生直後には、総武本線（猿田駅 - 銚子駅）と成田線（下総豊里駅 - 銚子駅）の上下線や、東北新幹線の東京駅 - 那須塩原駅と上越新幹線の東京駅 - 熊谷駅の上下線で、運転を見合わせたが、安全が確認され次第運転が再開された。成田国際空港でも、一時滑走路を閉鎖して点検したが、異常が確認されなかったために閉鎖を解除した。
常磐自動車道の日立南太田インターチェンジと北茨城インターチェンジの間、東関東自動車道の佐原香取インターチェンジと潮来インターチェンジの間が一時通行止めとなった。